# East Cape Girardeau
East Cape Girardeau is een plaats (village) in de Amerikaanse staat Illinois, en valt bestuurlijk gezien onder Alexander County.

## Demografie
Bij de volkstelling in 2000 werd het aantal inwoners vastgesteld op 437. In 2006 is het aantal inwoners door het United States Census Bureau geschat op 385, een daling van 52 (-11,9%).

## Geografie
Volgens het United States Census Bureau beslaat de plaats een oppervlakte van 5,2 km², waarvan 5,1 km² land en 0,1 km² water.

## Plaatsen in de nabije omgeving
De onderstaande figuur toont nabijgelegen plaatsen in een straal van 16 km rond East Cape Girardeau.